# Michowa
Michowa (ukr. Мігово, do 1989 Міхова) – wieś w rejonie samborskim (wcześniej w rejonie starosamborskim) obwodu lwowskiego Ukrainy. Wieś liczy około 543 mieszkańców. Leży nad rzeką Wyrwą. Podlega kniażpolskiej silskiej radzie.
Wieś szlachecka, własność Herburtów, położona była w 1589 roku w ziemi przemyskiej województwa ruskiego.
Za II RP stanowiła przejściowo wspólną gminę jednostkową z Polaną o nazwie Michowa Polana.

## Ważniejsze obiekty
- Cerkiew greckokatolicka